# Коробов Павло Іванович
Павло Іванович Коробов (29 серпня 1902, місто Макіївка, тепер Донецької області — 17 серпня 1965, місто Москва) — радянський діяч, директор Магнітогорського металургійного комбінату імені Сталіна, 1-й заступник наркома (міністра) чорної металургії СРСР. Депутат Верховної Ради СРСР 1—2-го скликань. Герой Соціалістичної Праці (30.09.1943).

## Біографія
Народився 16 (29) серпня 1902 року в родині відомого металурга Івана Коробова. Закінчив початкову заводську школу. Трудову діяльність розпочав у 1916 році на Макіївському металургійному заводі Донбасу: чорнороб, учень слюсаря, токар, газівник.
У 1922—1926 роках — студент металургійного факультету Московської гірничої академії.
У 1926—1928 роках — змінний інженер Макіївського металургійного заводу Донбасу.
У 1928—1933 роках — на Риковському (Єнакієвському) металургійному заводі Донбасу: горновий, майстер доменної печі, змінний інженер, помічник начальника і начальник доменного цеху.
У 1933—1936 роках — начальник доменного цеху Дніпропетровського заводу імені Петровського.
Член ВКП(б) з 1934 року.
У січні — листопаді 1936 року — начальник доменного цеху Магнітогорського металургійного комбінату імені Сталіна на Уралі. У листопаді 1936 — березні 1937 року — головний інженер Магнітогорського металургійного комбінату імені Сталіна.
У березні 1937 — лютому 1939 року — директор Магнітогорського металургійного комбінату імені Сталіна.
У лютому 1939 — січні 1954 року — 1-й заступник народного комісара (з 1946 року — міністра) чорної металургії СРСР. Одночасно, у січні — липні 1943 року — директор Магнітогорського металургійного комбінату імені Сталіна.
У січні 1954 — серпні 1965 року — 1-й заступник голови Державного комітету з нової техніки при Раді Міністрів СРСР. Головний редактор журналу «Сталь».
Похований в Москві на Новодівочому цвинтарі.

## Нагороди
- Герой Соціалістичної Праці (30.09.1943)
- шість орденів Леніна (23.03.1935, 30.09.1943, 31.03.1945, 5.05.1949, 30.01.1952, 19.07.1958)
- орден Трудового Червоного Прапора (7.04.1935)
- медалі